# アウトレイジ 最終章
『アウトレイジ 最終章』（アウトレイジ さいしゅうしょう、英語: OUTRAGE CODA）は、2017年に公開された日本映画。2012年の映画『アウトレイジ ビヨンド』の続編であり、昔気質の武闘派ヤクザである大友を主人公とするヤクザ映画「アウトレイジシリーズ」の3作目であり完結編。監督・脚本・主演を北野武（役者としてはビートたけし名義）が務め、西田敏行、塩見三省、松重豊ら前作キャストに加え、新たに大杉漣、ピエール瀧、大森南朋、岸部一徳、原田泰造、池内博之などを起用している。北野が監督・脚本・製作総指揮を務める作品として18作目にあたる。オフィス北野製作。
第74回ヴェネツィア国際映画祭クロージング作品。R15+指定。

## あらすじ
前作の出来事を経て日本最大の暴力団となった花菱会は、会長の布施が亡くなり、娘婿の元証券マン・野村に代替わりしていた。堅気出身で高慢な野村は、若頭・西野を始めとする古参幹部らと反りが合わず、険悪な関係となっていた。また、金に汚い野村はそれまで禁止されていた違法薬物のシノギにも儲かるという理由で乗り出し、そのような方針とウマが合い、多額の上納金を収める粗暴な若手幹部・花田が台頭してきていた。一方、大友は大物の日韓フィクサーの張会長の庇護を受け、韓国・済州島にいた。名目は歓楽街で張が管理する店の用心棒であったが、大友を慕う用心棒仲間の若い日本人・市川と昼間は釣りをして過ごすなど安楽な日々を送っていた。
ある日、ビジネスを名目に済州島に来た花田は、風俗嬢2人を呼び出す。ところがSMプレイに対応できないことに激怒し、彼女らに暴行・脅迫を行う。彼女らは張配下の店の子であったために大友と市川が急行し、花田を一喝する。その剣幕に怖気づいた花田は詫び料として200万円払うことを約束して解放されるも、後日、金の受取りに来た大友の同僚を拷問の末に惨殺する。帰国した花田は兄貴分で、花菱会・筆頭若頭補佐の中田にこの出来事を誇るように語る。
不安を抱いた中田は相手が大物フィクサーの張だと知って驚愕し、上役の野村や西野には隠して事態を収拾しようと単身で東京の張会長の自宅に向かう。花田に用意させた3000万円でケリをつけようとするも、野村や西野が謝罪に来ない不実を批難された上で、不要な発言でさらに張を激怒させ、窮地に追い込まれる。ここに至り、中田は野村と西野に相談し、西野が張に直接詫びに行く。一方、野村はこの事態を利用して体制を盤石にしようと企て、責任をすべて西野と中田に被せた上で2人の対立を煽る。さらに中田には次期会長の席を餌に西野殺しを唆すが、野村を信用していない中田は、旧知の仲である西野にそれらをすべて明かしていた。そこで西野は一計を案じ、表向きは中田の部下に暗殺された形で姿を消す。中田から西野は死んだと報告を受けた野村は上機嫌になった上で、西野殺しを張の仕業ということにする。その上で名目は山王会傘下だが、花菱会の目付役である東京の木村組組長・吉岡に命じて、張を襲撃させる。これは失敗に終わるが側近の崔が死に張も死にかける。大友は度重なる不義理や恩人の危機に激怒し、日本に帰国して花菱会への報復を企てる。
大友は警視庁のマル暴刑事である平山・繁田に加藤と片岡殺しの疑いで逮捕されるものの、張が裏で手を回して解放される。まず手始めに、吉岡を良く思わない山王会会長・白山と古参幹部の五味の密告で、大友は吉岡を難なく射殺する。次に後を追ってきた市川ら済州島の同僚らと合流し、花菱会本部への襲撃を計画する。その準備中にさらに張の弟分である尹の手下を名乗る者たちもやってくるが、途中で大友は彼らが花菱会が送り込んだ偽者だと気づき、激しい撃ち合いとなる。結局、大友と市川のみ生き残り、2人で襲撃することとなる。西野は2人と接触し、花田に詫びさせた上で、標的の野村が中堅幹部・河野の出所祝いのパーティーに出席することを教える。ところがケチな野村は出所祝い金を渋って式を欠席する。これを直前で知った西野は大友の襲撃を止めるため、自ら会場に姿を表し、自身の生存と野村の陰謀を暴露した上で、自分と野村のどちらにつくか、組員たちに檄を飛ばす。しかし、大友は報復の意志が固く、傘に隠して持ち込んだM4カービンを市川と共に乱射し、河野を始めとしてその場の花菱会組員ほとんどを射殺する。事態に呆然とするも西野と中田は花菱会本部に急行すると、すべてを暴露して野村の追い落としを図り、野村派と見られていた幹部の森島も野村を切り捨てる。夜の山林にて、西野と森島は野村の身柄を大友に引き渡し、大友は野村を山道に頭だけ出して生き埋めにし轢死させる。
新会長となった西野は、まず内心で嫌っていた花田を昇進祝いと称してホテルに誘い出し、大友と市川に殺させる。さらに大友も始末しようと、張の側近・李を焚き付ける。一方、大友は市川を済州島に帰した後、木村の仇討ちのため、今はスクラップ工場を営む彼の殺害犯らを射殺する。そこに李が現われ、「これ以上会長に迷惑かけないでください」と銃を大友に向けるが、彼は「ケジメは自分でつけるから」と答え、自ら顎に銃を当て自殺する。張のオフィスに戻った李は、張に大友の死と「会長によろしく」という遺言を伝え、張が韓国語で「그래（そうか）」と力なく答えたところで物語は終わる。

## 主要人物

### 主人公
大友（おおとも）
演 - ビートたけし
主人公。張グループ構成員。元山王会系大友組組長。
武闘派として知られた昔気質のヤクザ。前作の騒動後は張会長の図らいで日本を出国し、彼が仕切る済州島の歓楽街の用心棒となるが、昼間は弟分の市川と釣りに興じるなど安楽な生活を送る。物語序盤、花菱会の若手幹部・花田が済州島のシマで騒動を起こしたことにより、再び花菱会との因縁が起こる。しかしながら、張の説得もあり、当初は報復に逸る気持ちを抑える。ところが花菱会内部の権力争いも手伝って張の暗殺未遂事件が起きるに至り、ついに堪忍袋の緒が切れ、過去の出来事の精算も含め日本へと戻る。
遅れてやってきた市川ら同僚たちと合流するも花菱会の刺客によって、市川と2人のみ生き残る。それでも計画を中止せず、野村を殺したい西野と組んで花菱会のパーティに乗り込み、出席した花菱会構成員の大半を虐殺するという事件を起こす。その後も西野の陰謀に協力する形で約束通り連れて来られた野村を生き埋めにして轢殺させ、同じく西野の手引きでSMプレイ中の花田の元に乗り込み、彼の口に爆弾を詰めて爆殺する。
これら行動によって張に警察・花菱会双方から圧力がかかったことで張の側近・李の独断で大友を始末することが決まる。最期は前作での弟分の木村の殺害犯たちを始末した直後に李に銃口を向けられるが、「ケジメは自分で付けるから」と答え、「会長によろしく」と言い残して自殺する。
市川（いちかわ）
演 - 大森南朋
張グループ構成員。大友の同僚で舎弟的存在。
韓国語にも堪能な日本人の中年男。大友と同様に武闘派で沸点もやや低い。大友に敬意を抱き、時に迷惑がられても弟分として彼に接する。釣りを趣味とし、劇中冒頭では大友を連れ立って海釣りを行う。
物語序盤、大友と共に花田を締めるが、結果として同僚を殺害される事態を招き、大友と同様に激怒して報復を考える。いったんはボスである張の意向で抑えるも、暗殺未遂事件が起こると、先んじて報復のために日本に向かった大友を追いかけて合流する。途中で一緒に駆けつけた仲間たちが花菱会の刺客に殺される事態に陥るも、大友と2人だけで復讐をやり遂げることを決意し、2人で花菱会のパーティに乗り込み、暴れる。花菱会との一連の抗争の終結後に、大友の勧めによって済州島に帰ることになり、再会を約束するも、結果として今生の別れとなる。

### 張グループ
日韓に強い影響力を持つフィクサー。
張大成（チャン・テソン）
演 - 金田時男
日本と韓国を股にかける大物フィクサー。
戦後の上野の闇市を10代の若さで取り仕切って成り上がった過去を持つ伝説の男で、上野出身の縁で古くから大友と親しい。日韓の政財界にも働きかけができるほどの実力者だが、基本的に無駄な抗争や揉め事を好まない穏健派。前作より旧知の大友を匿い、彼を故郷で自身が強い影響力を持つ済州島に招いて余生を送らせていた。
物語序盤の花田の蛮行にも血気に逸る大友らを抑えて、穏当に収拾することを望んで側近の李に指示を出す。もっとも謝罪に来た中田の不実な態度には厳しい態度で対応し、彼を恐れさせる。その後、西野の謝罪を受け入れて手打ちとしたが、野村の策謀に巻き込まれる形で、西野殺しの濡れ衣を着せられることになり、花田組のヒットマン達に襲撃される事件が起きる。側近の崔が死亡し、刺客の丸山に銃口を向けられるほどの危機に陥るも凄みを効かせて彼を躊躇させ、結果として難を逃れる。その後の大友や市川らの独断専行は追認する形で黙認し、警察に捕まった大友を釈放させるなど手を回す。物語の終わりに李より大友の最期を聞かされ、感傷的な態度を見せる。
李（リ）
演 - 白竜
張の側近。
張の側近として信頼の厚い人物。単に張の命令を受けるにとどまらず、その意向も汲んで行動する。劇中では基本的に張の意向を大友に伝える役目を担う。物語中盤の張襲撃では寸でのところで丸山を射殺し、張を救出する。終盤では西野の唆しもあって、張を守るためにもはや大友を殺す必要があるとの判断に至り、独断専行で彼を命を狙う。これ以上会長に迷惑を掛けないで欲しいと大友に銃口を向けるも、大友はその意を汲んで自殺し、彼の遺言を張に伝える。
崔（チェ）
演 - 津田寛治
張の側近。
張のボディーガードも兼ねる人物。中盤の張襲撃において花田組のヒットマンらに銃撃を受けつつも返り討ちにしていくが丸山一人だけは殺せずに力尽きる。

### 花菱会
関西を本拠とする日本最大の巨大暴力団。
野村 和夫（のむら かずお）
演 - 大杉漣
花菱会会長。
ケチで姑息な男。極道とは無縁の元証券マンという堅気の男だが、前会長の布施の娘婿だったことから彼が亡くなると跡目を継ぐ。もともと極道ではないため、基本的にヤクザ社会への理解がなく、それでいて会長として古参幹部らを一喝するために西野ら古参幹部と対立している。金になるビジネスなら何でも許すという方針を立て先代が禁止していた違法薬物の取引も容認し、またシノギにノルマを課す。しかし、その割には組の財政に自ら穴を開けるとも西野から評される。
西野と対立する中で、張グループとの諍いを知ると、その責任を西野に押し付けた上で、これを利用して西野を謀殺し権力を掌握する策を立てる。そのため、中田に次期会長職を餌に西野殺しを持ちかけ、その後、中田から西野が死んだことを聞かされて喜ぶ。ところが、すべて西野の策謀であり、終盤で西野が姿を現し、本部へ急行するとそのまま西野殺しの策謀を暴露され、信頼していた森島らの裏切りにもあって拘束される。そのまま身柄は大友に引き渡され、郊外の山道に頭だけ出した状態で生き埋めにされ、走行してきた車に轢かれて死亡する。
西野 一雄（にしの かずお）
演 - 西田敏行
花菱会若頭。
花菱会の古参幹部の一人。布施の死後、堅気出身かつ性格が悪い野村が会長職に着いたことに公然と不満を漏らす。このため野村から疎んじられ、冷戦状態にある。劇中前半では中田の失敗の尻拭いのため、張会長の元を訪れて謝罪し、手打ちを行うが、これを逆に野村に利用され、命を狙われることになる。そこで盟友の中田と組んで自らの死の偽装を行い、野村を油断させた上で、大友を利用しての親殺しを狙う。途中までは計画通りにいき、組幹部の出所祝いの席に野村が出席することをリークすることで大友に彼を殺させようと企むが彼が出席を取りやめたことを直前で知る。急いで大友の凶行を止めようと自らの生存を明かすも、大友を止められず大勢の構成員たちが殺される事態を招く。動揺しつつも、この事態を組み込んで計画を進め、そのまま中田と共に野村を拘束して大友に引き渡し、新会長となる。さらには気に入らない花田も油断させて大友に殺させる。また、大勢の構成員を殺した大友も許せず、李を唆して、彼を殺させようとする。
中田 勝久（なかた かつひさ）
演 - 塩見三省
花菱会若頭補佐。
花菱会の古参幹部の一人で強者の男。本作では常にサングラスをかけ、杖を持ち歩く。西野とは兄弟分で信頼関係が厚い。本作では花田が済州島で起こした騒動によって、張グループに謝罪に赴くも、自身の失態もあってこれに失敗するという窮地に陥る。これによって西野が出ざるを得なくなったこと、さらにこれを利用して権力掌握を企む野村に西野失脚の策謀を持ちかけられるなど、板挟みに合う。しかしながら、盟友の西野と組んで彼の謀略に加担し、逆に野村を嵌めるべく行動して最終的には若頭へと出世する。
森島（もりしま）
演 - 岸部一徳
花菱会幹部。会長付若頭補佐。
花菱会の古参幹部の一人。古参幹部では珍しい野村派の人物で、西野を悪しざまに言うなど野村からも信頼されるが、基本的に淡々としており腹の中が読めない。物語終盤で死んだはずの西野が現れると態度を翻して野村を西野らに引き渡す。その際の言動から、もともと西野らと通じていたことが示唆される。
花田 和弘（はなだ かずひろ）
演 - ピエール瀧
花菱会直参幹部。花田組組長。
暴力的で下劣な若手幹部。野村体制での方針変更から違法薬物や闇金で大金を稼ぎ出し、急速に台頭する。基本的に強気だが、危機に陥るとめっぽう弱い態度を見せる小心者。また、自身がM側でのSMプレイを好み、森島からは変態と呼ばれる。
本作の騒動の元凶であり、済州島で張グループと揉め事を起こした上に、そこで大友に払うと約束した解決金を渋り、むしろ集金に来た大友の同僚を見せしめに惨殺するという事件を引き起こす。その後は花菱会内部での権力争いにおいて両方に良い顔をする形で生き延び、張襲撃事件を引き起こす一方で、後半の西野の策謀に乗る形で、結果として大友からの報復からも逃れられる形となる。これら功績で西野による新体制では若頭補佐の一人として出世を遂げるものの、初めから西野からは切り捨てられる予定であった。最期は昇進祝いとしてSMプレイをプレゼントされてSM嬢に拘束されたところで、大友に身柄を引き渡され、口に咥えていたギャグボールを同じサイズの球体状の爆薬に取り替えられると、進んでいく導火線の恐怖を味わいながら爆死する。
丸山（まるやま）
演 - 原田泰造
花田の手下。
暴走族上がりのチンピラ。実行犯の面から花田組の仕業だとバレないために、花田が好んで使うチンピラ集団の一人で、物語中盤に張襲撃事件を起こす。仲間たちが崔ら敵の護衛らと相討ちになっていく中で一人のみ生き残り、標的の張に肉薄する。しかし、その気配に威圧されて躊躇していたところを、駆けつけた李によって射殺される。

### 山王会
関東を本拠とする巨大暴力団。前作の出来事を経て現在は花菱会の勢力下にある。
白山 広（しろやま ひろし）
演 - 名高達男
山王会三代目会長。
山王会の古参幹部で前作の騒動を経て会長となる。実質的に花菱会の支配を受けている現状に不満を持つ。若頭の五味や花菱会若頭補佐の中田には高圧的な態度で接するも、西野には頭が上がらない。終盤、大友が起こした抗争のどさくさに紛れて五味に射殺される。
五味 英二郎（ごみ えいじろう）
演 - 光石研
山王会若頭。
山王会の古参幹部で前作の騒動を経て若頭となる。もともと白山とは兄弟分かつ、互いが昇進の経緯が棚ぼたのために対等の意識が強い。ところが白山は会長として高圧的に接するようになったために強い不満を抱くようになる。最終的には白山を射殺し、大友の仕業だと嘘をつく。
吉岡（よしおか）
演 - 池内博之
木村組組長。
色黒の若手幹部。木村亡き後の木村組を継ぐが、花菱会から送られた人物で木村との直接の接点はない。名目は山王会傘下だが実態は花菱会による目付役であり、花菱会の東京支部として花菱本家の意向を受けて活動する。自分は花菱会の構成員という意識が強く、白山や五味を「貧乏ヤクザ」と蔑む一方で、花菱会本家からいいように使われることにも不満を持つ。このため、基本的には関西での野村と西野の権力争いには中立の立場を取っていた。
劇中中盤、花菱会本家より張襲撃事件の手引きなど手助けを行う。その後、白山と五味が居場所を密告したことによって日本に帰国した大友に射殺される。

### 警視庁組織犯罪対策部
繁田（しげた）
演 - 松重豊
捜査四課（暴力団対策課・マル暴）の刑事。
激情家だが実直な性格。加藤や片岡を殺した容疑の大友を今も追っており、彼が帰国するとの情報を得ると上司の平山と共に即座に彼を逮捕する。ところが、張会長の圧力によって大友が釈放され、権力者の言い成りになる警察に対し激怒する。その後も大友を執念深く追い続けようとするが張の意向を忖度した警視庁の上層部によって捜査二課への転属を命じられてしまい、手が出せなくなる。これらの出来事の末に権力者に従順である警察に失望し、居酒屋で平山と飲んだ後に辞表を出す。
平山（ひらやま）
演 - 中村育二
捜査四課の刑事。 繁田の上司。
良くも悪くも長いものに巻かれる性格の人物。警察上層部の意向で大友への捜査が妨害される中で激昂する繁田を宥めようとする。

## スタッフ
- 監督・脚本・編集 - 北野武
- 音楽 - 鈴木慶一
- 撮影 - 柳島克己
- 照明 - 高屋齋
- 美術 - 磯田典宏
- 録音 - 久連石由文
- 編集 - 太田義則
- キャスティング - 吉川威史
- 助監督 - 稲葉博文
- 衣装 - 黒澤和子
- 装飾 - 尾関龍生
- メイク - 本田真理子
- 記録 - 吉田久美子
- 音響効果 - 柴崎憲治
- 製作担当 - 齋藤悠二
- プロデューサー - 森昌行、吉田多喜男
- ライン・プロデューサー - 小宮慎二
- アソシエイト・プロデューサー - 川城和実、太田哲夫、高橋雅美、二宮清隆
- 配給 - ワーナー・ブラザース映画、オフィス北野
- 製作 - 「アウトレイジ 最終章」製作委員会（バンダイビジュアル、テレビ東京、東北新社、ワーナー・ブラザース映画、オフィス北野）

## 受賞とノミネート

### 日本国内
- 第42回報知映画賞[10]（2017年11月28日）
  - 特別賞（「アウトレイジ」3部作として受賞）[注 1]
- 第30回日刊スポーツ映画大賞・石原裕次郎賞
  - 石原裕次郎賞[12]（2017年12月28日、「アウトレイジ最終章」として受賞）[注 2]
- 第41回日本アカデミー賞[14]（2018年1月15日）
  - 最優秀音楽賞 - 鈴木慶一
  - 優秀録音賞 - 久連石由文[注 3]「アウトレイジ 最終章」
  - 優秀編集賞 - 北野武/太田義則[注 4]
- 第27回東京スポーツ映画大賞[注 5]（2018年1月23日）
  - 作品賞
  - 監督賞 - 北野武
  - 主演男優賞 - 西田敏行、塩見三省
  - 助演男優賞 - 大杉漣、大森南朋、ピエール瀧、松重豊、金田時男
  - 新人賞 - 金田時男
- 第39回ヨコハマ映画祭[17]（2018年1月28日）
  - 特別大賞 - 西田敏行
  - 助演男優賞 - 塩見三省

## 映画作り
- プロデューサーである吉田多喜男の提案により、本作は北野映画初のシネマスコープ（横縦比12:5）（シネスコ）サイズとなった。撮影担当の柳島克己によると、北野映画は現在もフィルムで撮影されている。また、柳島はいつかはシネスコを使用したいと考えていたが、シネスコレンズは高価なため、撮影スタッフの権限では決定できないところに、吉田からの提案があったため、「渡りに船」として本作で採用された[18]。
- 大友と市川が花菱会・河野直樹の出所祝いパーティー会場でM4カービンを乱射するシーンでは、ハイスピードカメラが使用されている[18]。
- 吉田と柳島は、本作がソナチネと同様のタッチにならないように苦心した[18]。
- 音楽担当の鈴木慶一によると、本作の内容からフィルム・ノワールを想起したため、鈴木が情緒的であるとして通常使用しないサックスを一瞬だけ使用している。ただし、シンセサイザーの乾いた音色に近くなるような「クールな感じ」でサックス奏者に演奏してもらった[19]。
- 音響効果担当の柴崎憲治によると、本作では銃の音の作り方を前二作と変えており、「パン！」という発射音や「ウヮーン」という残響音などを何重にも重ねて音作りを行った[19]。

## その他
- 「済州島」について、本作品では日本で近年一般的になった原語読みの「チェジュとう」ではなく、全ての登場人物が一貫して日本語読みの「さいしゅうとう」と読んでいる。英語字幕は「Jeju Island」になっている。
- 張会長のオフィスの後ろにかけてある書は、韓国語で「인으로 의를 이룬다／의로서 인을 다한다」（仁で義を為す、義で仁を尽くす）と書かれている。
- 花菱会若頭補佐・中田勝久役の塩見三省は2014年3月に脳出血で倒れて左半身に麻痺が残り、リハビリ中であった。さらに、花菱会若頭・西野一雄役の西田敏行も2016年2月に自宅ベッドから誤って転落し、頸椎を亜脱臼して首が動かなくなるとともに歩行困難になったため、同じくリハビリ中であった。西田は同年5月に胆のう摘出手術も行っていた。本作は花菱会幹部の主要キャスト2名の体調が思わしくないという、きわめてシビアなコンディションのもとで撮影された[20]。
- リハビリ中の塩見は自力で立つのが難しく、ジャパンプレミアでも挨拶の際に両隣に座る共演者の岸部一徳と大杉漣に支えられながら立ち上がる状態であった。そのため、本作において塩見が演じる中田はほぼ全てのシーンで椅子か車の座席に座っており、立っているシーンでも杖を使っている[21]。
- 監督の北野武は、首が動かせず歩行も困難な西田に対して「大丈夫だよ、大丈夫だよ。本（台本）変えちゃおうか」と声をかけたという[22]。また、上述の通り塩見と西田は歩行がうまくいかない状態であったが、たけしは「上手に歩けないんだったら、歩かない仕組みを考えよう」と提案した[23]。西田はその時にたけしの優しさを感じたという[24]。
- 松重豊は、共演者の西田と塩見の2名が、体調の状態が厳しい中で迫真の演技をしているのを見て「今回の作品で西田敏行さんと塩見三省さん（ともに当時69歳）がパワーアップしているのを見て、50代半ば（当時54歳）の自分はもっと追い込まないとダメだな、とケツを叩かれました」とコメントしている[25]。
- 2017年10月2日から6日までの7:30 - 8:00の時間帯に、『アウトレイジ 最終章』の番宣を兼ねた生トーク番組『おはよう、たけしで すみません。』がテレビ東京で放送された[26][27]。出演はビートたけし（4日はドタキャン[28]）、太田光、水道橋博士（3日以外）、岡田圭右（3日のみ）、松村邦洋（4日に電話出演）。
- 2019年4月10日に国立劇場で開催された天皇陛下御即位三十年奉祝感謝の集いに、ゲストとして招かれたたけしは祝辞で「両陛下がご覧になった映画が、不届き者を2人も出した『アウトレイジ3』でないということを祈るばかりです」と発言。本シリーズの出演者から2名の逮捕者[29]が出たことに触れた「ボケ」として話題を呼んだ[30]。

## Blu-ray / DVD
2018年4月24日発売。発売・販売元はバンダイナムコアーツ。
- アウトレイジ 最終章 通常版（1枚組）
  - 映像特典
    - 特報
    - 劇場予告編
    - TVスポット
- アウトレイジ 最終章 スペシャルエディション（2枚組、初回限定生産）
  - ディスク1：本編ディスク（通常版と同様）
  - ディスク2：特典DVD
    - メイキング
    - 3分でわかる「アウトレイジ」シリーズダイジェスト
    - シリーズ一挙に総ざらい1分ダイジェスト
    - イベント&舞台挨拶集
    - 大ヒット御礼特別映像（怒号39連発）

  - 封入特典
    - 解説書「アウトレイジ解説書」（24P）

  - 特製ブックケース付きスペシャルパッケージ